# Bratisławskaja
Bratisławskaja (ros. Братиславская) – stacja moskiewskiego metra linii Lublinsko-Dmitrowskiej (kod 158). Nazwa stacji, nadana na cześć przyjaźni słowacko-rosyjskiej, pochodzi od nazwy stolicy Słowacji - Bratysławy. Wyjścia prowadzą na ulice Bratisławskaja i Pierierwa oraz bulwar Miaczkowskij.

## Konstrukcja i wystrój
Jednopoziomowa, dwunawowa, płytka stacja kolumnowa z jednym peronem. Konstrukcja hali jest nietypowa - na jednym rzędzie kolumn, biegnącym w osi stacji, oparto płaski strop z monolitycznych elementów. Na końcach stacji umieszczono płaskorzeźby przedstawiające zamki w Bratysławie i Devin, siedzibę burmistrza Moskwy i sobór Chrystusa Zbawiciela w Moskwie. Górną część ścian nad torami pokryto niebieskoszarym marmurem, a część poniżej linii peronów czarnym granitem. Podłogi wyłożono jasnym i ciemnym granitem.